# Sankt Pauls Kirke (Hadsten)
 Ikke at forveksle med Over Hadsten Kirke.
 Der er flere lokaliteter med dette navn, se Sankt Pauls Kirke.

Sankt Pauls Kirke er beliggende i centrum af Hadsten.
I 1913-14 var der 1200 indbyggere i Hadsten by. Derfor voksede nu behovet for en kirke i byen. Den kendte læge Dr. Larsen donerede dengang 10.000 kvadratmeter jord midt i byen, som kirken skulle opføres på. Byen forhørte sig ved Hack Kampmann med den holdning, at han skulle tegne en prægtig kirke, som kun var Hadsten værdig.
Borgerne forhørte sig dengang ved kirkeministeren, men fik dog pga. 1. verdenskrig afslag på denne ansøgning. Projektet blev skrinlagt indtil, der pludselig kom nye boller på suppen efter 1. verdenskrig, og Kirkeministeriet gav tilladelse til opførelse af kirken. Imidlertid var priserne steget, og Hack Kampmanns kirke blev meget dyr. Til at betale tårnet skænkede Eva Larsen, Dr. Larsens datter, tårnet til minde for hendes forældre. Kirken blev indviet den 23. november 1919. Dr. Larsen nåede aldrig at se kirken opført.

## Galleri
- Sct. Pauls Kirke: Fotograf Hubertus

## Eksterne kilder og henvisninger
- Wikimedia Commons har flere filer relateret til Sankt Pauls Kirke (Hadsten)
- Sankt Pauls Kirke på KortTilKirken.dk